# Młyniec (rejon tarnopolski)
Młyniec (ukr. Млинці) – wieś na Ukrainie, w obwodzie tarnopolskim, w rejonie tarnopolskim.